# Джахангири, Эсхак
Эсхак Джахангири (перс. اسحاق جهانگیری‎; род. 21 января 1958, Сирджан) — иранский государственный деятель, первый вице-президент страны. Ранее занимал должность министра промышленности и шахт, а также был губернатором провинции Исфахан.

## Биография
Эсхак Джахангири родился в Сирджане (остан Керман) в 1958 году. Окончил Университет Кермана со степенью бакалавра в области физики. Принимал активное участие в деятельности революционных группах до Исламской революции, на одном из митингов получил ранения от сторонников Шаха Мохаммеда Реза Пехлеви. Затем получил докторскую степень в промышленном строительстве в Иранском университете науки и технологии. После Исламской революции Джахангири начал политическую карьеру. В июле 1980 года стал заместителем начальника отдела сельского хозяйства в Кермане. В 1982 году возглавил этот отдел, а в 1984 году был избран в парламент Ирана. В 1988 году был переизбран на следующих выборах. 1 сентября 1992 года Эсхак был назначен губернатором Исфахана президентом Али Акбар Хашеми Рафсанджани, заменив на этом посту Гуламхоссейна Карбасши. 20 августа 1997 года Джахангири был назначен президентом Мохаммадом Хатами на пост министра промышленности и шахт. После реорганизации своего ведомства стал министром промышленности и рудников. В 2005 году президентом Ирана стал Махмуд Ахмадинежад и Джахангири был снят с должности министра.
В 2008 году ходили слухи, что Джахангири будет баллотироваться в парламент, но он опроверг это предположение. В 2013 году был потенциальным кандидатом на участие в президентских выборах, но он снял свою кандидатуру в пользу Акбара Хашеми Рафсанджани. 23 июля 2013 года появились сообщения, что Джахангири станет первым вице-президентом и будет назначен на этот пост после инаугурации Хасан Рухани. 5 августа 2013 года Хасан Рухани назначил Эсхака Джахангири первым вице-президентом, заменив на этой должности Мохаммада Реза Рахими.